# پیز روزگ
پیز روزگ (به لاتین: Piz Roseg) یک کوه در سوئیس است که در کانتون گراوبوندن واقع شده‌است. پیز روزگ ۳٬۹۳۷ متر بالاتر از سطح دریا واقع شده‌است.